# Клодет Колбер
Клодет Колбер (фр. Claudette Colbert; Париз, 13. септембар 1903 - 30. јула1996) је звезда холивудских комедија тридесетих година.
Са својим округлим лицем, великим очима, аристократским маниром и смислом за лаку комедију и емоционалну драму, Колберова свестраност довела је до тога да је постала једна од најбоље плаћених звезда 1930-их и 1940-их и 1938. и 1942, најплаћенија. Све у свему, Колбер је глумила у више од 60 филмова. Међу њеним честим колегама били су Фред Макмареј у седам филмова (1935–1949) и Фредрик Марч у четири филма (1930–1933).

## Младост
Емили Клодет Шошван (Француски: ) рођена је 1903. у Сент-Мандеу, Француска, од мајке Жан Мари (девојачки Лув; 1877–1970) и оца Жоржа Клода Шошвана (1867–1925).
Иако је крштена „Емили“, звала се „Лили“ по глумици рођеној у Џерсију Лили Ленгтри и зато што је неудата тетка истог имена — усвојено дете њене баке по мајци, Емили Лу — живела са породицом. Жан, Емили Лув и Колберова баба, Мари Огастин Лув, су рођене на Каналским острвима. Стога су они већ течно говорили енглески пре него што су дошли у САД. Колберов брат, Шарл Огист Шошван (1898–1971), такође је рођен у Бејливику у Џерсију. Жан се бавила разним занимањима. Док је Жорж Шошван изгубио вид на десно око и није се усталио у једној професији, радио је као инвестициони банкар, трпећи пословне неуспехе. Мари Лув је већ била у САД, а Жоржов зет (с презименом Ведел) је већ живео у Њујорку. Мари је била вољна да финансијски помогне Жоржу, али га је такође охрабрила да окуша срећу у САД.
Да би побољшали своје могућности запошљавања, Колбер и њена породица, укључујући Мари и Емили Лув, емигрирали су на Менхетн 1906. године.
Живели су у пролазу на петом спрату у 53. улици. Колбер је изјавила да је пењање тим степеницама сваки дан до 1922. године чинило њене ноге лепим. Њени родитељи су званично променили њено законско име у Лили Клодет Шошван. Жорж Шошван је радио као мањи службеник у Фирст Нашонал Сити банци, а породица је натурализована 1912. Пре него што је Колбер ушла у јавну школу, брзо је научила енглески од своје баке Мари,, и одрасла као двојезична особа говорећи енглески и француски. Надала се да ће постати сликар откако је могла да држи оловку. Њена мајка је била љубитељ оперске музике.
Колбер је похађала средњу школу Вашингтон Ервинг, која је била позната по свом снажном уметничком програму. Њен учитељ говора, Алис Росетер, охрабрила ју је да иде на аудицију за драму коју је Росетер написала. Године 1919. Колберова је дебитовала на сцени у Провинстаун Плејхаус у филму Удовичин вео са 15 година. Њена интересовања су, међутим, и даље су нагињала ка сликарству, модном дизајну и комерцијалној уметности.
Намеравајући да постане модни дизајнер, похађала је Лигу студената уметности у Њујорку, где је своје уметничко образовање платила радећи у радњи. Након што је присуствовао забави са списатељицом Ен Морисон, Колберовој је понуђена улога у Морисоновој представи, и појавила се на бродвејској сцени у малој улози у The Wild Westcotts (1923). Од средње школе користила је име Клодет уместо Лили; за своје уметничко име додала је девојачко презиме своје баке по мајци, Колбер. Њен отац, Жорж, умро је 1925. године, а њена бака Мари Лув умрла је у Њујорку 1930. године.

## Приватни живот
Године 1928, Колбер се удала за Нормана Фостера, глумца и режисера. Међутим, она и њен муж су живели одвојено и никад нису делили свој дом у Холивуду, наводно због тога што Колберина мајка није волела Фостера и није му дозвољавала да уђе у њихову кућу. Колбер и Фостер су се развели 1935. године, а у децембру исте године Клодет се удала за Џоела Пресмана, хирурга на Универзитету Калифорнија у Лос Анђелесу. Брак је трајао 33 године јер је Пресман преминуо од карцинома јетре 1968. године.
Клодет је имала једног брата, Чарлса (1898—1971), који је користио презиме Вендлинг и био њен агент и пословни менаџер неко време. Он је заслужан за преговоре неке од њених уносних уговора касних '30 и раних '40.
Колбер је била одани републиканац и конзервативац.

## Филмографија
| Улоге  |                        |               |                                |               |
| Година | Српски назив           | Изворни назив | Улога                          | Напомена      |
| 1927.  |                        |               | Мери                           | [ 19 ] [ 20 ] |
| 1929.  |                        |               | Џин Оливер                     | [ 21 ]        |
| 1929.  |                        |               | Џојс Ромер                     | [ 22 ]        |
| 1930.  |                        |               | Ен Вон                         | [ 23 ]        |
| 1930.  |                        |               | Барбара Билингс                | [ 24 ]        |
| 1930.  |                        |               | Лидија Торн                    |               |
| 1930.  |                        |               | Луси Ставрин                   |               |
| 1931.  |                        |               | Џулија Трејнор                 |               |
| 1931.  |                        |               | Френзи                         |               |
| 1931.  |                        |               | Хелен Блејк                    |               |
| 1931.  |                        |               | Сали Кларк                     |               |
| 1932.  |                        |               | Маргарет Хјуз                  |               |
| 1932.  |                        |               | Хелен Стил                     |               |
| 1932.  |                        |               | Силвија Сафок                  |               |
| 1932.  |                        |               | Фелиша Хамонд                  |               |
| 1932.  |                        |               | царица Помпија                 |               |
| 1933.  |                        |               | принцеза Надја                 |               |
| 1933.  |                        |               | Џули Кирк                      |               |
| 1933.  |                        |               | Елизабет Римплгар              |               |
| 1933.  |                        |               | Сали Трент/Мими Бентон         |               |
| 1934.  |                        |               | Џуди Џоунс                     |               |
| 1934.  | Догодило се једне ноћи |               | Ели Ендруз                     |               |
| 1934.  |                        |               | Клеопатра                      |               |
| 1934.  |                        |               | Битрис „Би“ Палман             |               |
| 1935.  |                        |               | Мерилин Дејвид                 |               |
| 1935.  |                        |               | др Џејн Еверест                |               |
| 1935.  |                        |               | Џулија Скот                    |               |
| 1935.  |                        |               |                                |               |
| 1936.  |                        |               |                                |               |
| 1937.  |                        |               | Барбара Кларк                  |               |
| 1937.  |                        |               | Кеј Денам                      |               |
| 1937.  |                        |               | Татјана Петровна Романов       |               |
| 1938.  |                        |               |                                |               |
| 1939.  |                        |               | Заза                           |               |
| 1939.  |                        |               | Ив Пибоди                      |               |
| 1939.  |                        |               | Едвина Кордеј                  |               |
| 1939.  |                        |               | Лана Мартин                    |               |
| 1940.  | Петролеј               |               | Елизабет Бартлет Макмастерс    |               |
| 1940.  |                        |               | Огаста Неш                     |               |
| 1941.  |                        |               | Лидија Кенјон                  |               |
| 1941.  |                        |               | Нора Тринел                    |               |
| 1942.  |                        |               | Џералдин „Гери“ Џеферс         |               |
| 1943.  |                        |               | Кетрин Грент                   |               |
| 1943.  |                        |               | поручник Џенет Дејви Дејвидсон |               |
| 1944.  |                        |               | госпођа Ен Хилтон              |               |
| 1944.  |                        |               | Пеги Мартин                    |               |
| 1945.  |                        |               | Мери Прајс                     |               |
| 1946.  |                        |               | Елизабет Хамилтон              |               |
| 1946.  |                        |               | Кристофер Кит Маден            |               |
| 1946.  |                        |               | Лиола „Ли“ Адамс               |               |
| 1947.  |                        |               | Бети Макдоналд                 |               |
| 1948.  |                        |               | Алисон Кортланд                |               |
| 1949.  |                        |               | Кејти Армстронг Џордан         |               |
| 1949.  |                        |               | Нора Шели                      |               |
| 1950.  |                        |               | Агнес Њутон Кит                |               |
| 1950.  |                        |               | Елен Р. Ервинг                 |               |
| 1951.  |                        |               | сестра Мери                    |               |
| 1951.  |                        |               | Миријам Халсворт               |               |
| 1952.  |                        |               | Лиз Фрејзер                    |               |
| 1954.  |                        |               | Елизабет Вајтфилд              |               |
| 1954.  |                        |               | Мадам де Монтеспан             |               |
| 1955.  |                        |               | Пруденс Веб                    |               |
| 1961.  |                        |               | Елен Маклин                    |               |